# Raión búlgaro de Kolarov
El raión búlgaro de Kolarov (en búlgaro: Коларовски район; en ucraniano: Коларівський болгарський район) fue un distrito nacional situado en la RSS de Ucrania, una de las repúblicas de la URSS, con capital en Kolarov.

## Geografía
El distrito de Romanivka se formó a partir de parte del territorio de los raiones de Andrivka, Nogaisk y Tsarevodarov. Al mismo tiempo, cuando se abolió el raión, su territorio se dividió entre los raiónes de Andrivka (Bogoroditska, Zelenivska, Minailivska, Nelgivska, Petrivska, Yurivska y Tarasivska), Priazovske (Botivska, Stroganivska, Rainivska, Bogdanivska, Stepanivska y Orlovska) y Novovasilivka (Annivska, Mikolaivska y Prudentivska) y el resto al raión de Nogaisk.  

## Historia
El raión de Romanivka (en ucraniano: Романовський район), con centro en el pueblo de Romanivka, se formó en 1925 como parte del uyezd de Melitópol de la gobernación de Yekaterinoslav y recibió al mismo tiempo el estatus de raión nacional. El 5 de octubre de 1926, el distrito de Romanivska pasó a llamarse raión de Kolarov en honor al comunista búlgaro Vasil Kolarov. En 1930, se abolió el sistema de ókrugs en la URSS y el raión de Kolarov quedó directamente subordinado a la República Socialista Soviética de Ucrania. Al mismo tiempo, el raión búlgaro de Botevo fue anexionado al de Kolarov. En 1932, el raión de Kolarov pasó a formar parte del óblast de Dnipropetrovsk y, en 1939, al óblast de Zaporiyia. El 26 de marzo de 1939, el raión búlgaro de Kolarov, como la mayoría de los distritos nacionales de la URSS, fue abolido. 